# Speocera capra
Speocera capra là một loài nhện trong họ Ochyroceratidae. Loài này phân bố ở Thailand.